# Transmissivitet
Transmissivitet er defineret som produktet af den hydrauliske konduktivitet kf og mægtigheden M af grundvandsmagasinet (Akvifer):
{\displaystyle T_{k}=k_{f}\cdot M}    [m²/s]

Hvis grundvandsmagasinet består af flere lag med forskellig hydraulisk konduktivitet bliver magasinets transmissivitet summen af produkterne af for de enkelte dellag:
{\displaystyle T_{k}=k_{f1}\cdot M_{1}+k_{f2}\cdot M_{2}+k_{f3}\cdot M_{3}+...+k_{fi}\cdot M_{i}}    [m²/s]
Et grundvandsmagasins transmissivitet bestemmes oftes ved en prøvepumpning af en egnet boring.